# شورای ملی اطلاعات آمریکا

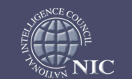
اطلاعات آمریکا

شورای اطلاعات ملی آمریکا (به انگلیسی: National Intelligence Council) که به طورمخفف NIC گفته می‌شود مرکزی در میان سازمان‌های اطلاعاتی آمریکا است که به تبیین استراتژی‌های کوتاه مدت وبلند مدت می‌پردازد این سازمان در سال ۱۹۷۹ تشکیل شد.این سازمان چالش‌های پیش روی آمریکا درعرصه داخلی وبین‌المللی را نشان می‌دهد.موضوع بحران خلیج کوبا در دهه ۱۹۶۰ وپیش‌بینی نادرست سازمان اطلاعاتی وقت در سال ۱۹۶۲ یکی از دلایل بوجودآمدن شورای اطلاعات ملی آمریکا بوده‌است. این سازمان تنها موضوعات سیاسی اقتصادی ونظامی را بررسی نمی‌کند بلکه در برخی موارد چالش‌های بهداشتی همچون گسترش بیماری ایدز را نیز بررسی می‌کند.

## اقدامات
- این سازمان رهبری پیش‌بینی اطلاعاتی ملی آمریکا را که حاصل کار سازمان‌های اطلاعاتی آمریکاست را برعهده دارد
- این شورا به مدیریت اطلاعات ملی گزارش می‌دهد.
- این شورا برخی اطلاعات خود را با همکاری افراد آکادمیک وبخش خصوصی به دست می‌آورد.
- این شورا همچنین از اطلاعات غیر طبقه بندی شده‌استفاده می‌کند.

## ساختار
رئیس شورا در سال ۲۰۰۸ توماس فینگر بوده‌است معاون او نیز استفان کاپلان می‌باشد.این شورا سیزده زیر مجموعه وبخش دارد که شامل زیر مجموعه‌ها ودفاتر زیر می‌شود:
- آفریقا
- شرق آسیا
- اقتصاد و جهان
- نظامی
- خاور نزدیک
- روسیه واوراسیا
- علم وتکنولوژی
- جنوب آفریقا
- تهدیدات خارجی
- هشدار
- تکثیر سلاح‌های کشتار جمعی
- قاره آمریکا